# Faaborg Kommune
| Strukturdaten       | Strukturdaten           |
| ------------------- | ----------------------- |
| Sitz der Verwaltung | Faaborg                 |
| Fläche              | 227,48 km²              |
| Einwohner           | 17.248 (2006)           |
| Kommune seit 2007   | Faaborg-Midtfyn Kommune |
| Website             | www.faaborg.dk          |

Faaborg Kommune war bis Dezember 2006 eine dänische Kommune auf der Insel Fünen im damaligen Fyns Amt. Seit Januar 2007 ist sie zusammen mit  den Kommunen Broby, Ringe, Ryslinge und Årslev Teil der neugebildeten Faaborg-Midtfyn Kommune.
Faaborg Kommune entstand im Zuge der Verwaltungsreform des Jahres 1970 und umfasste folgende Sogn:
- Fåborg Sogn (Stadt Fåborg)
- Avernakø Sogn (Landgemeinde Avernakø)
- Brahetrolleborg Sogn (Landgemeinde Brahetrolleborg)
- Diernæs Sogn (Landgemeinde Diernæs)
- Horne Sogn (Landgemeinde Horne)
- Håstrup Sogn (Landgemeinde Håstrup)
- Lyø Sogn (Landgemeinde Lyø)
- Svanninge Sogn (Landgemeinde Svanninge)
- Vester Åby Sogn (Landgemeinde Vester Åby)
- Øster Hæsinge Sogn (Landgemeinde Øster Hæsinge)
- Åstrup Sogn (Landgemeinde Åstrup)